# Sedilo
Sedilo település Olaszországban, Szardínia régióban, Oristano megyében. Lakosainak száma 1956 fő (2023. január 1.). Sedilo Aidomaggiore, Bidonì, Noragugume, Olzai, Ottana, Sorradile, Dualchi és Ghilarza községekkel határos.

## Népesség
A település lakossága az elmúlt években az alábbi módon változott:
| Lakosok száma | 2121 | 2094 | 1956 |
|               | 2017 | 2018 | 2023 |